# 106e méridien est
En géographie, le 106e méridien est est le méridien joignant les points de la surface de la Terre dont la longitude est égale à 106° est.

## Géographie

### Dimensions
Comme tous les autres méridiens, la longueur du 106e méridien correspond à une demi-circonférence terrestre, soit 20 003,932 km. Au niveau de l'équateur, il est distant du méridien de Greenwich de 11 800 km,.
Avec le 74e méridien ouest, il forme un grand cercle passant par les pôles géographiques terrestres.

### Régions traversées
En commençant par le pôle Nord et descendant vers le sud au pôle Sud, Le 106e méridien est passe par:
| Coordonnées           | Pays, territoire ou mer  | Notes |
| --------------------- | ------------------------ | --- |
| 90° 00′ N, 106° 00′ E | Océan Arctique           | |
| 79° 58′ N, 106° 00′ E | Mer de Laptev            | Passe juste à l'ouest de l'Île Starokadomski, Krai de Krasnoïarsk, Russie (à 77° 20′ N, 106° 07′ E) |
| 77° 26′ N, 106° 00′ E | Russie                   | Krai de Krasnoïarsk |
| 77° 18′ N, 106° 00′ E | Mer de Laptev            | |
| 77° 00′ N, 106° 00′ E | Russie                   | Krai de Krasnoïarsk République de Sakha — à partir de 67° 05′ N, 106° 00′ E Krai de Krasnoïarsk — à partir de 66° 54′ N, 106° 00′ E République de Sakha — à partir de 65° 04′ N, 106° 00′ E Krai de Krasnoïarsk — à partir de 64° 32′ N, 106° 00′ E Oblast d'Irkoutsk — à partir de 61° 54′ N, 106° 00′ E République de Bouriatie — à partir de 52° 12′ N, 106° 00′ E (la frontière se situe dans le Lac Baikal) |
| 50° 24′ N, 106° 00′ E | Mongolie                 | |
| 42° 01′ N, 106° 00′ E | Chine                    | Mongolie Intérieure Ningxia – à partir de 38° 56′ N, 106° 00′ E Gansu – sur environ 5 km à partir de 35° 32′ N, 106° 00′ E Ningxia – sur environ 4 km à partir de 35° 29′ N, 106° 00′ E Gansu – à partir de 35° 26′ N, 106° 00′ E Shaanxi – à partir de 33° 36′ N, 106° 00′ E Sichuan – à partir de 32° 50′ N, 106° 00′ E Chongqing – à partir de 30° 22′ N, 106° 00′ E Sichuan – à partir de 28° 58′ N, 106° 00′ E Guizhou – à partir de 28° 44′ N, 106° 00′ E Sichuan – à partir de 28° 07′ N, 106° 00′ E Guizhou – à partir de 27° 45′ N, 106° 00′ E Guangxi – à partir de 24° 39′ N, 106° 00′ E Yunnan – à partir de 24° 08′ N, 106° 00′ E Guangxi – à partir de 23° 27′ N, 106° 00′ E |
| 22° 56′ N, 106° 00′ E | Viêt Nam                 | |
| 19° 58′ N, 106° 00′ E | Mer de Chine méridionale | Golfe du Tonkin |
| 18° 23′ N, 106° 00′ E | Viêt Nam                 | |
| 17° 28′ N, 106° 00′ E | Laos                     | |
| 13° 56′ N, 106° 00′ E | Cambodge                 | |
| 11° 42′ N, 106° 00′ E | Viêt Nam                 | |
| 11° 11′ N, 106° 00′ E | Cambodge                 | |
| 10° 52′ N, 106° 00′ E | Viêt Nam                 | |
| 9° 18′ N, 106° 00′ E  | Mer de Chine méridionale | Passe par l'Archipel de Anambas (en), Indonésie (à 3° 00′ N, 106° 00′ E) |
| 1° 35′ S, 106° 00′ E  | Indonésie                | Îles de Bangka et Sumatra |
| 3° 18′ S, 106° 00′ E  | Mer de Java              | |
| 5° 54′ S, 106° 00′ E  | Indonésie                | Île de Java |
| 6° 49′ S, 106° 00′ E  | Océan indien             | Passe juste à l'est de l' Île Christmas (à 10° 26′ S, 105° 43′ E) |
| 60° 00′ S, 106° 00′ E | Océan Austral            | |
| 66° 14′ S, 106° 00′ E | Antarctique              | Territoire antarctique australien, Territoires revendiqués par l' Australie |